# Cyclopogon multiflorus
Cyclopogon multiflorus är en orkidéart som beskrevs av Rudolf Schlechter. Cyclopogon multiflorus ingår i släktet Cyclopogon, och familjen orkidéer. Inga underarter finns listade i Catalogue of Life.